# MAGIC (телескоп)
MAGIC (англ. Major Atmospheric Gamma-ray Imaging Cherenkov Telescope) — это система из двух наземных черенковских телескопов, принадлежащих обсерватории Роке-де-лос-Мучачос на острове Ла-Пальма. Она предназначена для регистрации черенковского излучения от ливней субатомных частиц, порожденных гамма-квантами высоких энергий (25 ГэВ — 30 ТэВ).
MAGIC расположен на высоте 2200 м над уровнем моря, в идеальных условиях для оптических наблюдений, ограничивающихся, главным образом, лунными ночами. В радиусе 2500 метров от установки расположены такие известные оптические телескопы как Telescopio Nazionale Galileo и Gran Telescopio Canarias. MAGIC — это крупнейшие в мире телескопы своего типа. MAGIC-I начал свою работу в 2004 году, он имеет диаметр фокусирующей поверхности 17 метров (площадь поверхности 236 м2). MAGIC-II, который расположен на расстоянии 85 метров от «брата-близнеца», был введён в эксплуатацию в 2009 году и с сентября этого же года начались стереоскопические наблюдения одновременно двумя телескопами. Проект MAGIC является технологическим продолжением эксперимента HEGRA, который имел 5 телескопов одинакового типа, правда меньшего размера (8,5 м).

## Цели
Телескоп прежде всего  предназначен для обнаружения и изучения фотонов, исходящих от:
- Чёрных дыр в активных ядрах галактик
- Остатков сверхновых
- Других внутригалактических источников, таких как плерионы или двойные рентгеновские звёзды[4][5]
- Неидентифицированных на телескопах EGRET или Fermi источников
- Гамма-всплесков
- Аннигиляции тёмной материи

## Наблюдения
MAGIC обнаружил пульсирующие гамма-лучи с энергиями более 25 ГэВ, исходящие от пульсара в Крабовидной туманности PSR B0531+21. Наличие такого высокоэнергетического излучения свидетельствует о том, что источник гамма-излучения находится далеко в магнитосфере пульсара, что противоречит многим теоретическим моделям.
MAGIC также обнаружил высокоэнергетические гамма-лучи от квазара 3C 279, находящегося в 5 млрд световых лет от Земли. Это удвоило предыдущий рекорд расстояния, на котором был обнаружен высокоэнергетический космический сигнал. Этот сигнал показал, что вселенная более прозрачна, чем полагалось ранее исходя из данных, полученных на оптических и инфракрасных телескопах.
MAGIC не наблюдал космических лучей от распада тёмной материи в карликовой галактике в Драконе. Это усилило известные ограничения на модели тёмной материи.
Гораздо более спорным наблюдением является обнаружение 9 июля 2005 года зависимости скорости света космических лучей, приходящих от короткой вспышки блазара Маркарян 501, от энергии. Фотоны с энергиями в диапазоне от 1,2 до 10 ТэВ были обнаружены на 4 минуты позже, чем фотоны с энергиями в диапазоне от 0,25 до 0,6 ТэВ. Средняя задержка составила 30 ±12 миллисекунд на ГэВ энергии фотона. Если связь между скоростью фотона в космическом пространстве и его энергией линейна, то скорость света незначительно снижается на величину, равную энергии фотона, делённой на 2×1017 ГэВ. Исследователи предположили, что эта задержка может быть объяснена наличем квантовой пены, неравномерная структура которой может замедлить фотоны настолько незначительно, что это может быть обнаружено только на космических расстояниях, как в случае с блазаром.

## Технические характеристики
Каждый телескоп имеет следующие параметры:
- Собирающая площадь 236 м2, состоящая из 956 отдельных алюминиевых отражателей 50 × 50 сантиметров
- Лёгкая рама из углеродного волокна
- Детектор, состоящий из 396 отдельных шестиугольных датчиков на фотоэлектронных умножителях в центре (диаметром 25,4 миллиметра), окружённых 180 бо́льшими датчиками на фотоэлектронных умножителях (диаметром 38,1 мм)
- Данные передаются в аналоговой форме по оптоволоконным кабелям
- Оцифровка сигнала на АЦП (аналогово-цифровом преобразователе) с частотой 2 ГГц
- Общая масса 40 тонн
- Перенастройка на любую точку в небе менее чем за 22 секунды[10]

Каждое зеркало отражателя представляет собой пакет из алюминиевых сот, 5-миллиметровой пластины из сплава алюминия, магния и кремния, покрытой тонким слоем кварца для защиты поверхности зеркал от старения. Зеркала имеют сферическую форму с кривизной, соответствующей положению пластины в параболическом отражателе. Отражательная способность зеркал составляет около 90%. Фокальная точка имеет размер примерно половины пикселя (<0.05°).
Направление телескопа на разные углы подъёма становится причиной отклонения отражателя от идеальной формы из-за гравитации. Чтобы нейтрализовать воздействие этой деформации, телескоп оснащён активной системой контроля зеркал. Каждые четыре зеркала установлены на панель, снабжённую актуаторами, которые подстраивают положение на раме.
Сигнал от датчика передаётся по оптическим волокнам длиной более 162 метров. Сигнал оцифровывается и хранится в 32-килобайтном кольцевом буфере. Время запаздывания при чтении буфера не превышает 20 мкс, что составляет 2% времени запаздывания при расчётной скорости срабатывания в 1 кГц. Считывание данных происходит под управлением ПЛИС (Xilinx) на плате PCI. Данные  сохраняются на систему дисков RAID0 со скоростью до 20 МБ/с, до 800 Гб необработанных данных за ночь.

## Сотрудничающие организации
При использовании MAGIC сотрудничают физики более чем из 20 организаций в Германии, Испании, Италии, Швейцарии, Хорватии, Финляндии, Польше, Болгарии и Армении; крупнейшие группы действуют в следующих организациях:
- Институт физики высоких энергий (IFAE)[англ.], Испания
- Независимый университет Барселоны[англ.], Испания
- Мадридский университет Комплутенсе, Испания
- Канарский институт астрофизики, Испания
- Институт физики Общества Макса Планка, Германия
- Падуанский университет, Италия
- Обсерватория Туорла, Финляндия
- Сиенский университет, Италия
- Университет Удине, Италия
- Технический университет Дортмунда, Германия
- University of Würzburg, Германия
- Институт физики частиц, Швейцария
- Государственный институт астрофизики (INAF)[англ.], Италия
- Институт ядерных исследований и ядерной физики (INRNE)[англ.], Болгария
- Хорватский консорциум MAGIC (Институт Руджера Бошковича; Сплитский университет; Университет Риеки), Хорватия